# Detlev-Rohwedder-Haus

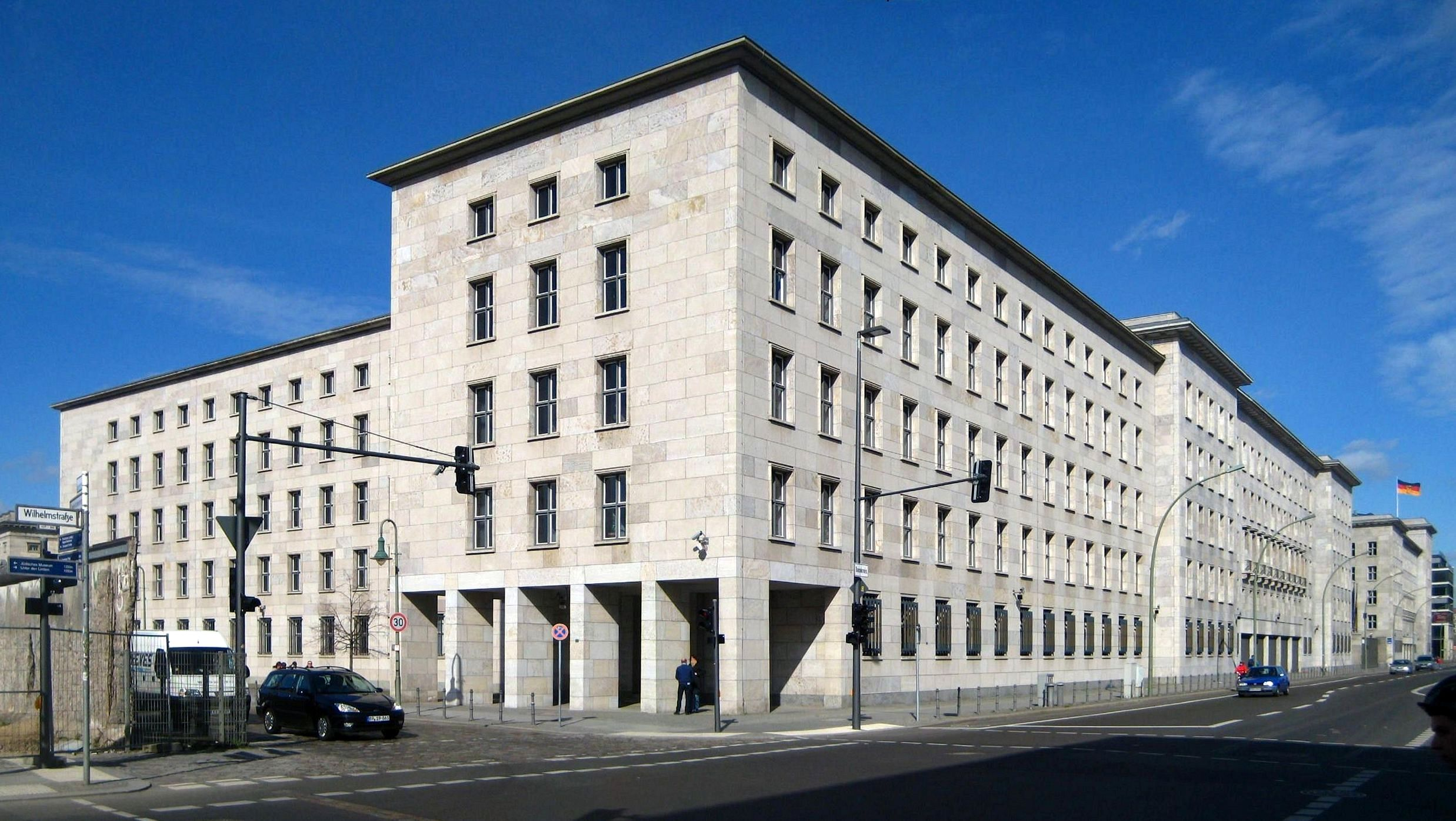
Le Detlev-Rohwedder-Haus en 2010 vu du croisement entre la Wilhelmstraße (à droite), la Niederkirchnerstraße (à gauche) et la Zimmerstraße (à l'extrême droite, mais non visible sur la photo). Le mur de Berlin passait le long des deux dernières rues citées, approximativement au même niveau que l'endroit où le cliché a été pris.

Le Detlev-Rohwedder-Haus (auparavant Reichsluftfahrtministerium ou RLM, c'est-à-dire le « ministère de l'Aviation du Reich ») est le bâtiment à Berlin qui abrita le ministère de l'Aviation du Troisième Reich en Allemagne sous le régime national-socialiste. 
Il est attenant à l'ancienne Chambre des seigneurs de Prusse qui abrite désormais le Bundesrat (« Conseil fédéral »), la chambre haute du parlement allemand.
Le 7 octobre 1949, la constitution de la République démocratique allemande est adoptée dans ce bâtiment, qui devient la Maison des ministères.
Il a été rebaptisé en 1992 de son nom actuel en honneur de Detlev Rohwedder, assassiné en 1991, et qui fut premier directeur de la Treuhand dont c'était le siège.
Il abrite aujourd'hui les bureaux du ministère fédéral des Finances.

## Historique
Au cours des années 1935-1936, on construisit (à l’instigation de Göring et sur les plans de l’architecte Ernst Sagebiel) un bâtiment abritant 2 100 bureaux sur 56 000 m2 de surface utile, pour le ministère de l'Air dont les effectifs avaient entre-temps fortement augmenté. Situé sur la Wilhelmstrasse, à deux pas de la Leipziger Platz et de la Potsdamer Platz, il était le plus grand bâtiment administratif de la capitale allemande à cette époque.
Après la capitulation, l'édifice, qui n'a subi que peu de dégâts, fut tout d’abord le siège de l'Administration militaire soviétique en Allemagne (SMAD), avant d'être remplacé en 1947 par la Commission économique allemande (Deutsche Wirtschaftskommission ou DWK).
Le 7 octobre 1949, le « Conseil du peuple allemand », s'y réunit en guise de parlement de la zone soviétique, en se proclamant « Chambre provisoire du peuple ». Ce parlement y adopta la Constitution de la République démocratique allemande qui est alors entrée en vigueur. Dès lors, il servira de siège au Conseil des ministres, ainsi qu'à d'autres organisations affiliées au régime communiste. Il portait alors le nom de Haus der Ministerien (« Maison des ministères »).
Durant la séparation de la ville, le mur de Berlin passait à environ 50 mètres à peine devant la façade sud du bâtiment en longeant la Niederkirchnerstraße, les limites du no man's land se trouvaient alors au pied de l'immeuble,.
Après la réunification allemande, le bâtiment devient entre 1991 et 1995, le siège de la Treuhand, organisme public de droit ouest-allemand chargé de la privatisation des entreprises d'État et des coopératives de l'ancienne RDA. Le ministère fédéral des Finances et la Cour fédérale des comptes y ont installé également des antennes, avant que le ministère des Finances n'en prenne totalement possession en 1999 dans le cadre du déménagement de l'ensemble du gouvernement allemand de Bonn à Berlin, ceci après avoir subi d'importants travaux de restructuration et de réhabilitation. 
Des scènes du film Mon Führer : La Vraie Véritable Histoire d'Adolf Hitler (2007) y ont été tournées.

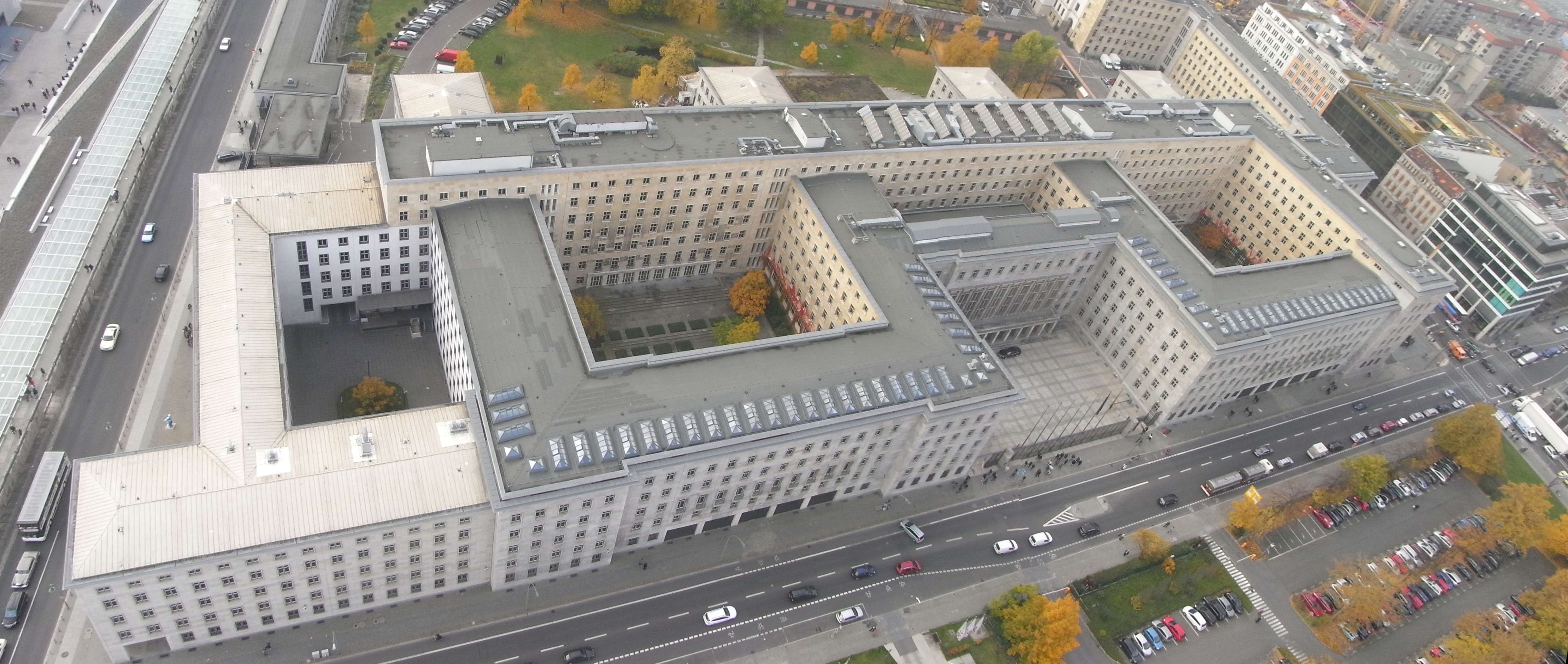
Vue aérienne montrant le bâtiment après extension.